# Гведашвили, Михаил Георгиевич
Михаил Георгиевич Гведашвили — советский хозяйственный, государственный и политический деятель, Герой Социалистического Труда.

## Биография
Родился в 1922 году в селе Дзвели Анага. Член КПСС.
Участник Великой Отечественной войны. С 1946 года — на хозяйственной, общественной и политической работе. В 1946—1991 гг. — колхозник, бригадир колхоза имени Сталина села Дзвели-Анага Сигнахского района Грузинской ССР.
Указом Президиума Верховного Совета СССР от 8 апреля 1971 года присвоено звание Героя Социалистического Труда с вручением ордена Ленина и золотой медали «Серп и Молот».
Делегат XXV съезда КПСС и XIX партконференции.
Умер в Грузии после 1992 года.